# Бездоганна (фільм)
«Бездоганна» (фр. Irréprochable) — французька психологічна драма 2016 року, повнометражний режисерський дебют Себастьяна Марньєра.

## Сюжет
Відколи Констанс звільнили з роботи, вона перебуває в нестерпній фінансовій ситуації. Коли вона дізнається, що агентство нерухомості, де вона почала свою трудову діяльність, приймає на роботу нових працівників, Констанс покидає Париж і вирушає в невелике містечко, де провела свою молодість. Але робоче місце дістається молодій двадцятирічній жінці на ім'я Одрі. Світ Констанс руйнується. З цієї миті вона буде одержимою лише однією метою: знищити Одрі, щоб дістати свою роботу назад.

## У ролях
| • Марина Фоїс     | … | Констанс Бову    |
| • Жеремі Елькайм  | … | Філіп Ферран     |
| • Жозефін Жапі    | … | Одрі Пайрон      |
| • Бенжамін Біолей | … | Жиль Лонка       |
| • Жан-Люк Вінсент | … | Ален             |
| • Вероніка Ружжіа | … | адвокат Констанс |

## Знімальна група
- Автор сценарію — Себастьян Марньєр
- Режисер-постановник — Себастьян Марньєр
- Продюсер — Кароліна Бонмаршан
- Композитор — Алекс Бопен
- Оператор — Лорен Бруне
- Монтаж — Лоуренс Боуедін
- Підбір акторів — Ніколя Ронші
- Художник-постановник — Матьє Мену
- Художник по костюмах — Маріте Кутар
- Художник-декоратор — Матьє Мену

## Нагороди та номінації
| Список нагород та номінацій | Список нагород та номінацій | Список нагород та номінацій | Список нагород та номінацій | Список нагород та номінацій | Список нагород та номінацій |
| Кінопремія                  | Дата церемонії              | Категорія                   | Номінант(и)                 | Результат                   | Дж                          |
| --------------------------- | --------------------------- | --------------------------- | --------------------------- | --------------------------- | --------------------------- |
| Премія «Сезар»              | 24 лютого 2017              | Найкраща акторка            | Марина Фоїс                 | Номінація                   | [ 5 ]                       |